# يوسوكي إينوسوكا
يوسوكي إينوسوكا (باليابانية: 犬塚 友輔) (مواليد 13 ديسمبر 1983)، هو لاعب كرة قدم ياباني سابق كان يلعب كمدافع.

## وصلات خارجية
- يوسوكي إينوسوكا على موقع رابطة كرة القدم اليابانية للمحترفين (اليابانية)
- يوسوكي إينوسوكا على موقع قاعدة بيانات كرة القدم.إي يو (الإنجليزية)
- يوسوكي إينوسوكا على موقع Soccerway.com (الإنجليزية)
- يوسوكي إينوسوكا على موقع عالم كرة القدم.نت (الإنجليزية)
- يوسوكي إينوسوكا على موقع كووورة